# Saint-Vincent-du-Lorouër
Saint-Vincent-du-Lorouër – miejscowość i gmina we Francji, w regionie Kraj Loary, w departamencie Sarthe.
Według danych na rok 1990 gminę zamieszkiwały 724 osoby, a gęstość zaludnienia wynosiła 27 osób/km² (wśród 1504 gmin Kraju Loary Saint-Vincent-du-Lorouër plasuje się na 712. miejscu pod względem liczby ludności, natomiast pod względem powierzchni na miejscu 357.).